# Heilgeiststraße 77 (Stralsund)

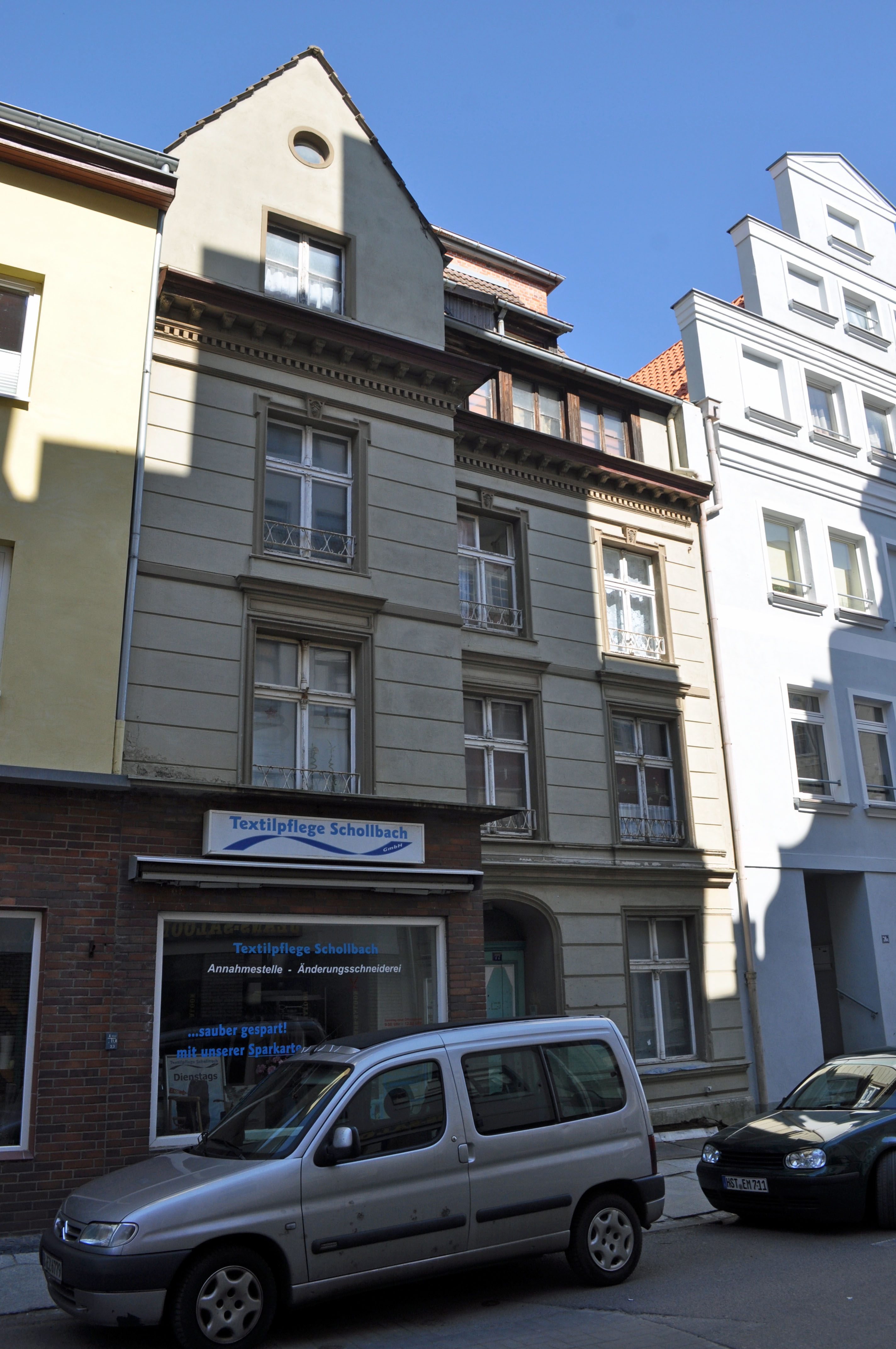
Das Haus Heilgeiststraße 77 in Stralsund (2012)

Das Gebäude mit der postalischen Adresse Heilgeiststraße 77 ist ein denkmalgeschütztes Bauwerk in der Heilgeiststraße in Stralsund.
Der dreigeschossige Putzbau wurde Anfang des 19. Jahrhunderts errichtet.
Die Fassade ist mit Putznutung versehen und weist zudem Gesimse auf, die die Geschosse optisch trennen. Ein kräftiges Hauptgesims ruht auf Konsolen. Das korbbogig gestaltete Portal ist mittig angeordnet.
Eine äußere Achse ist als übergiebelter Risalit ausgebildet, das Erdgeschoss dieser Achse ist gestalterisch mit dem Nachbargebäude Heilgeiststraße 78 verbunden und in Backstein gehalten.
Das Haus liegt im Kerngebiet des von der UNESCO als Weltkulturerbe anerkannten Stadtgebietes des Kulturgutes „Historische Altstädte Stralsund und Wismar“. In die Liste der Baudenkmale in Stralsund ist es mit der Nr. 342 eingetragen.